# Jakša Ravlić
Jakša Ravlić (Makarska, 1896. október 1. – Zágráb, 1975. december 21.), horvát irodalom- és kultúrtörténész, a Matica hrvatska elnöke.

## Élete
Jakša Ravlić 1896-ban született Makarskában. Elemi és polgári iskolába szülővárosában járt, majd 1928-ban elvégezte a zágrábi Tanárképző Főiskolát. A Spliti Felsőfokú Pedagógiai Iskola egyik alapítója és első rektora (1945-1947), a Zágrábi Színházművészeti Akadémia rendes professzora és rektora is volt. A Horvát Tudományos és Művészeti Akadémia Irodalmi Intézetében dolgozott. 1954 és 1968 között a Matica hrvatska elnöke volt.

## Munkássága
Tudományos tevékenységét a horvát írók, különösen a régebbi írók művei tanulmányozásának és irodalomtörténeti elemzésének szentelte (Beszélések a régi horvát irodalomból, 1970). Számos szöveggyűjteményt is készített.

## Főbb művei
- Makarska i njeno primorje, Split, 1934.
- Luka Botić u Zadru 1954.
- O prvom izdanju Gundulićeva „Osmana” 1826, (1956.)
- Matica hrvatska: 1842–1962, (Jakša Ravlić: Povijest Matice hrvatske; Marin Somborac: Bibliografija izdanja MH), Zagreb, 1963.
- Hrvatski narodni preporod: ilirska knjiga, I-II, Zagreb, 1965.
- Rasprave iz starije hrvatske književnosti, Zagreb, 1970.
- Zbornik proze XVI. i XVII. stoljeća, Zagreb, 1972.

## Díjai
1972: Állami Életműdíj, a bölcsészettudomány területén végzett munkásságáért.

## Fordítás
Ez a szócikk részben vagy egészben  a   Jakša Ravlić című horvát Wikipédia-szócikk ezen változatának fordításán alapul.  Az eredeti cikk szerkesztőit annak laptörténete sorolja fel. Ez a jelzés csupán a megfogalmazás eredetét és a szerzői jogokat jelzi, nem szolgál a cikkben szereplő információk forrásmegjelöléseként.